# Биг-Тимбер
Биг-Тимбер (англ. Big Timber) — окружной центр округа Суит-Грасс штата Монтана, США.
Население — 1650 жителей (по переписи 2020 года). Площадь — 2,5 км². Код FIPS Биг-Тимбера — 3006475.
Расположен в 49 км от города Ливингстон и в 26 км от Национального лесного заказника Галлатин (англ. Gallatin).
В городе имеется двухгодичный колледж.
По дороге из Биг-Тимбера на Шеридан (протяженность — 385 км) находится легендарное поле Кастера, на котором произошло одно из наиболее значимых сражений в истории американских индейцев с войсками регулярной армии. Битва продолжалась, по словам очевидца, ровно столько времени, сколько требуется белому человеку на обед, племена сиу и шайеннов выиграли битву, чем было положено начало конца независимой жизни индейцев.
В городе Биг-Тимбер снимался видеоклип на композицию Crying in the Rain в исполнении группы a-ha.

## Известные уроженцы
- Мартц, Джуди — политик США, первая женщина— губернатор штата Монтана.